# 조원룡
조원룡(趙元龍, 1961년 12월 23일 ~ )은 대한민국 변호사이다.

## 주요 경력
그는 2006년 제48회 사법시험 합격 출신이다.

## 주요 이력
- 법무법인 천우 변호사.
- 한국해양대학교 법학과 겸임교수.
- 법무법인 광화 대표변호사
- 대한민국 국토해양부 해양경찰청 자문변호사
- 서울보증보험 자문변호사
- 박근혜대통령탄핵심판 변호인
- 뉴스타운 TV반공 우파(Newstown TV 反共 右派) 변호사 유튜버.

## 저서

### 저술
- 《그래, 법대로 하자》(1999년 5월 15일)
- 《드루킹의 따거》(2019년 3월 10일)
- 《거대한 음모, 세월호 침몰》(2019년 4월 16일)